# 変名
変名（へんめい）は、実名（本名）の代わりに使われる、実名とは異なる名前である。

## 概要
変名の例としては、以下の様なものが当てはまる。
- 筆名（ペンネーム）
- 雅号
- 俳号
- 亭号
- 略称
- 愛称（ニックネーム）
- 芸名
- スポーツ選手の登録名
- 四股名
- 源氏名
- ハンドルネーム
- ラジオネーム
- 偽名
- 仮名
- 通名

イニシャルも使用頻度や状況次第で変名と同等の意味合いを持つことがある。
一方、捨てハンドルネーム（捨てハン）の様に、事実上の匿名にすることを目的に使い捨ての変名が用いられることもある。
変名は必ずしも人名に対するものとは限らない。ビジネスにおいては、企業が登記名の代わりに使う略称や別名も変名である。
また、外国でビジネス・スポーツ・競技などに携わる場合には、現地の言葉では本名が不適切な表現や卑猥な表現、放送コードに引っかかってしまう言葉と同音であったり、現地語の専門用語と同音で紛らわしく支障を来すなど、意図しない偶然の事情から、変名を利用したり現地側の配慮という形で変名を利用させられることもある。実例としては1962年に日本のプロ野球大毎オリオンズに在籍したアメリカ人投手“マニー”ことフランク・マンコビッチ（Frank Edward Mankovitch）のケースが挙げられる。
シンガーソングライターの大滝詠一は、編曲家、ドラマー、ベーシスト、レコーディング･ミキシング･マスタリングエンジニア、ラジオDJ、著述家等、仕事別に多数の変名を使い分けて活動していた。

## 著作権法上の変名

### 日本
日本の著作権法において、「雅号、筆名、略称その他実名に代えて用いられるもの（著作権法14条）」を変名としている。この場合の「変名」は、「実名に代えて用いられる」ことが要件となるため、特定の個人を指さない「一学生」のような表示は変名には当たらないとされる。
著作者は、その著作物の原作品に、またはその著作物を公衆へ提供・提示する際に、その実名（氏名・名称）の他、変名を著作者名として表示する権利（氏名表示権）を有する（同法19条1項）。また、変名として周知のものが著作者名として通常の方法により表示されている者は、その著作物の著作者と推定される（同法14条）。この場合の「周知」とは、その変名が誰の呼称であるか一般人にまで明らかになっていること、その変名が誰を示しているか社会的に認識できるものであることをいう。通常の方法による表示とは、一般的な社会慣行により利用される表示場所（例：本における表紙や奥付）に、著作者として認識させる形で表示（例：「編著者」「執筆者」などの肩書を付け加えて記名）することをいう。
変名または無名（いわゆる匿名）の著作物の著作権の保護期間は、その著作者の死亡日を知ることが困難であるため、その著作物の公表後70年を経過するまでの間となる（同法52条1項）。ただし、公表後70年を経過する前に、著作者の死後70年を経過していると認められる場合は、その著作者の死後70年を経過した時において、著作権の保護期間は満了したものとされる（同）。また、公表当初から、あるいは著作権の保護期間中に死後70年と判明する変名の著作物については、その著作者の死後70年を保護期間とする（同条2項各号）。
変名または無名で公表された著作物の著作者は、その著作物について、その実名の登録を受けることができる（同法75条）。

### アメリカ合衆国
米国著作権法においても日本と同様、変名を用いた著作物も権利保護の対象だが、変名著作物と実名著作物では著作権の保護期間の計算方法が異なる。1978年以降に創作された著作物を例に取ると、実名著作物は一般的に著作者の死後70年までとされる。一方の変名著作物の場合、著作者の生死に関わらず、創作日から120年あるいは発表から95年のいずれか短い年数が適用される (合衆国法典第17編第302条）。変名の場合、いわゆる孤児著作物の状況に陥りやすく、その結果著作物の社会利用が妨げられる恐れがあるためである。